# Iljoesjin Il-78
De Iljoesjin Il-78 (Russisch: Ильюшин Ил-78) (NAVO-codenaam: Midas) is een van de Iljoesjin Il-76 afgeleid, viermotorig Russisch tankvliegtuig. Door middel van twee tankpunten aan de vleugeltippen en één centraal achter op de romp kunnen drie vliegtuigen tegelijkertijd bijtanken in de lucht bij de Il-78.
Alle Russische Il-78's zijn ingedeeld bij het 203 Orlovski-tankregiment.

## Gebruikers
Algerije
- Een onbekend aantal toestellen is in dienst bij de Algerijnse luchtmacht.

 China
- In 2005 heeft de Luchtmacht van het Volksbevrijdingsleger acht toestellen besteld.

 India
- India heeft in 2003 zes toestellen in dienst genomen.

 Libië
- Een onbekend aantal toestellen is in dienst bij de Libische luchtmacht.

 Pakistan
- Pakistan heeft vier toestellen overgenomen van de Oekraïense luchtmacht.

 Rusland
- De Russische luchtmacht heeft 20 toestellen in dienst.

 Verenigde Staten
- North American Tactical Aviation vliegt met een aantal Il-78's in opdracht van de United States Air Force.

Il-2 · Il-4 · Il-10 · Il-12 · Il-14 · Il-18 · Il-20 · Il-28 · Il-38 · Il-40 · Il-62 · Il-76 · Il-78 · Il-80 · Il-86 · Il-96 · Il-103 · Il-114